# مجزرة كركوك (أيار 1924)
مجزرة كركوك وهي مجزرة وقعت في كركوك يوم 4 أيار/مايو 1924 ونفذها مسلحون آشوريون يسمون «الجيش الليفي»الذي كونه الحكومة البريطانية لحماية مصالحها ومحاربة ثورة العشرين[بحاجة لمصدر] و خلفت هذه المجزرة 30 جريح و 70 قتيل و علق المندوب السامي البريطاني هنري دوبس على هذه المجزرة««تأثرت كثيرا لتلك الفواجع التي وقعت نهار امس. لقد شرع منذ اليوم في ترحيل الجنود الآثوريين من كركوك إلى محل بعيد، كما سيجري التحقيق فورا من قبل الضباط البريطانيين المنتخبين بصورة خاصة. واعدكم انه إذا ثبت ادانة أحد منهم، فلن نقصر في فرض العقاب الصارم كما سيجري تعويض الذين تضرروا».

## تفاصيل
وقعت مشاجرة بين بائع تركماني وجندي آشوري (ليفي)فأصيب بجرح فرجع إلى ثكنته وأستنجد بأصحابه فذهبوا إلى السوق وأعترضوهما شرطيان فقتلوهما فعمد قائد الشرطة مراد بك إلى منع خروج الشرطة من ثكناتهم فدافع الأهالي عن أنفسهم فجرح وقتل قرابة 70 شخص وجرح 30.

## قرارات
اجتمع مجلس الوزراء برأسة الملك فيصل الأول يوم 9 أيار/مايو 1924 وقرروا:
- تخصيص ثلاثين الف ربية اعانة للاهالي المنكوبين في حادثة كركوك الاخيرة.
- مراجعة المعتمد السامي لأجل تشكيل قوات محلية، لتقوم مقام القوات الآثورية في العراق على أن يكون ذلك بصورة تدريجية، وان يتم في خلال السنة المالية الحاضرة.
- جعل إدارة لواء کرکوك كادارة بقية الألوية.[7][8]

قام المندوب السامي البريطاني بعزل متصرف لواء كركوك فتاح بك وتعيين مدير البلدية عبد المجيد اليعقوبي بدلاً عنه

## ردود أفعال
علق المندوب السامي البريطاني هنري دوبس على هذه المجزرة: «تأثرت كثيرا لتلك الفواجع التي وقعت نهار امس. لقد شرع منذ اليوم في ترحيل الجنود الآثوريين من كركوك إلى محل بعيد، كما سيجري التحقيق فورا من قبل الضباط البريطانيين المنتخبين بصورة خاصة. واعدكم انه إذا ثبت ادانة أحد منهم، فلن نقصر في فرض العقاب الصارم كما سيجري تعويض الذين تضرروا».